# Шилкинське міське поселення
Ши́лкинське міське поселення (рос. Шилкинское городское поселение) — міське поселення у складі Шилкинського району Забайкальського краю Росії.
Адміністративний центр — місто Шилка.

## Історія
Станом на 2002 рік існували Шилкинська міська адміністрація (місто Шилка) та Митрофановський сільський округ (село Митрофаново).

## Населення
Населення міського поселення становить 13143 особи (2019; 14539 у 2010, 15305 у 2002).

## Склад
До складу міського поселення входять:
| Населений пункт   | Населення, осіб (2002) | Населення, осіб (2010) |
| ----------------- | ---------------------- | ---------------------- |
| Митрофаново, село | 557                    | 592                    |
| Шилка, місто      | 14748                  | 13947                  |